# پیز دال دیاول
پیز دال دیاول (به لاتین: Piz dal Diavel) یک کوه در سوئیس است که در کانتون گراوبوندن واقع شده‌است. پیز دال دیاول ۳٬۰۶۲ متر بالاتر از سطح دریا واقع شده‌است.